# Apacilagua
Apacilagua est une municipalité du Honduras, située dans le département de Choluteca, à 27 km de la ville de Choluteca.

## Villages et hameaux
La municipalité d'Apacilagua, est composée de 149 hameaux et des 8 villages suivants :
- Apacilagua (chef-lieu de la municipalité)
- La Albarrada
- La Garza
- Los Limones
- Los Mezcales
- Monte Grande
- San Felipe
- Somuina

## Source de la traduction
- (en)/(es) Cet article est partiellement ou en totalité issu des articles intitulés en anglais « Apacilagua » (voir la liste des auteurs) et en espagnol « Apacilagua » (voir la liste des auteurs).